# 邊緣世界 (電視劇)
《邊緣世界》（英語：The Peripheral）是一部科幻類型的美國網路影集，改編自威廉·吉布森創作的2014年同名小說，由史考特·史密斯開創，他與強納森·諾蘭、麗莎·喬伊、雅典娜·韋翰（Athena Wickham）、史蒂芬·霍本、文森佐·納塔利和克雷格·普拉格曼（Greg Plageman）擔當執行製片人。克蘿伊·摩蕾茲領銜出演女主角芙林·費雪，主演還包括蓋瑞·卡爾、傑克·雷諾、伊萊·戈雷、夏洛特·萊利、約翰·約瑟夫·菲爾德、阿德林德·霍蘭、媞妮亞·米勒和艾力克斯·赫南德茲。
影集2022年10月21日於亞馬遜影片首播。2023年2月，獲續訂第二季。2023年8月，取消了本劇，原因是2023年演員工會罷工和2023年美國編劇協會大罷工，亞馬遜影片決定不再製作第二季。

## 劇情
在未來美國的一處被遺忘的角落，頭腦聰明且胸懷抱負的女子芙琳·費雪找到一份高薪工作。她原以為在做遊戲測試，主要工作內容為監視虛擬遊戲中的特定對象，卻在實際工作時目睹謀殺案件，這起案件將發生於數十年後的倫敦。

## 演員

### 主要角色
- 克蘿伊·摩蕾茲 飾 芙琳·費雪（Flynne Fisher）
- 蓋瑞·卡爾（英语：Gary Carr (actor)） 飾 威弗·尼瑟頓（Wilf Netherton）
- 傑克·雷諾 飾 波頓·費雪（Burton Fisher）
- 約翰·約瑟夫·菲爾德 飾 萊弗·祖波夫（Lev Zubov）
- 媞妮亞·米勒（英语：T'Nia Miller） 飾 雪莉絲·紐倫（Cherise Nuland）
- 路易斯・賀森（英语：Louis Herthum） 飾 克貝爾·皮克特（Corbell Pickett）
- 梁佩詩 飾 艾希（Ash）
- 伊萊·戈雷（英语：Eli Goree） 飾 康納·潘司基（Conner Penske）
- 梅琳達·佩吉·漢密爾頓（英语：Melinda Page Hamilton） 飾 艾拉·費雪（Ella Fisher）
- 克里斯·柯伊（英语：Chris Coy） 飾 賈斯柏·貝克（Jasper Baker）
- 艾力克斯·赫南德茲（英语：Alex Hernandez） 飾 湯米·康斯坦汀（Tommy Constantine）
- 朱利安·摩爾-庫克 飾 奧西恩（Ossian）
- 阿德林德·霍蘭（英语：Adelind Horan） 飾 碧莉安·貝克（Billy Ann Baker）
- 奧斯汀·賴辛 飾 里昂（Leon）
- 夏洛特·萊利（英语：Charlotte Riley） 飾 艾莉塔·韋斯特（Aelita West）
- 亞麗珊德拉·比爾斯（英语：Alexandra Billings） 飾 安絲莉·洛比爾督察（Inspector Ainsley Lowbeer）

### 常駐角色
- 大衛·霍夫林（英语：David Hoflin） 飾 丹尼爾（Daniel）
- 漢娜·雅特頓 飾 蒂蒂（Dee Dee）
- 英迪雅·馬倫（英语：India Mullen） 飾 瑪麗·皮克特（Mary Pickett）
- 麥爾斯·貝羅 飾 梅肯（Macon）
- 加文·鄧恩 飾 愛德華（Edward）
- 莫·巴爾加希（英语：Moe Bar-El） 飾 瑞斯（Reece）
- 邱庫・莫都（英语：Chuku Modu） 飾 卡洛斯（Carlos）
- 哈里森·吉爾伯特森 飾 阿提克斯（Atticus）
- 杜克·戴維斯·羅伯茲 飾 凱許（Cash）
- 克萊爾·庫珀（英语：Claire Cooper） 飾 多米妮卡·祖波夫（Dominika Zubov）
- 波比·科比圖奇（英语：Poppy Corby-Tuech） 飾 梅莉葉·拉斐爾（Mariel Raphael）
- 安柏・蘿絲・瑞瓦（英语：Amber Rose Revah） 飾 葛蕾斯·霍加特（Grace Hogart）
- 尼德・丹尼希（英语：Ned Dennehy） 飾 鮑勃（Bob）
- 班·迪奇（英语：Ben Dickey） 飾 傑克曼警長（Sheriff Jackman）
- 安吉麗·莫辛德拉 飾 碧翠絲（Beatrice）

## 集數
| 集數 | 標題           | 導演          | 編劇                                                               | 上線日期       |
| --- | -------------- | ------------- | ------------------------------------------------------------------ | -------------- |
| 1 | 第1集          | 文森佐·納塔利 | 史考特·史密斯                                                      | 2022年10月21日 |
| 2032年，北卡羅來納州一位擅長VR遊戲的年輕女子芙琳·費雪籌錢為母親艾拉買藥，並幫助照顧她的母親艾拉和弟弟波頓。來自哥倫比亞的一家名為奇蹟冷鐵（Milagros Coldiron）的神秘公司發送了一款先進耳機的藍圖，該耳機將芙琳帶入一個超現實的模擬遊戲（SIM）世界，其載體與波頓的身體相似。在該世界中，芙琳受到一個聲音的引導，被派往研究中心(RI)的一個聚會，去引誘並綁架一位名叫梅莉葉的女子，她被帶到指導芙琳的女子艾莉塔·韋斯特身邊。在芙琳第二次登入時，她在手術台上醒來，準備接受梅莉葉其中一隻眼睛的移植手術，他們用它來存取安全建築中的檔案。芙琳在模擬遊戲世界死亡後，公司有人聯繫她，告訴她她有生命危險。她的哥哥對此一笑置之，直到他們的無人機發現一支精英突擊隊正在逼近。 |                |               |                                                                    |                |
| 2 | 同理心的獎賞   | 文森佐·納塔利 | 史考特·史密斯                                                      | 2022年10月21日 |
| 芙琳依靠弟弟波頓和他的前軍人朋友來抵抗夜間襲擊她財產的受雇賞金獵人。芙琳從威弗·尼瑟頓那裡得知，她不是在玩摸擬遊戲，而是在70年後的倫敦透過量子穿隧駕駛機器人（載體）；她現在擁有了一個與她的身體相配的載體。她向一位有權勢的人萊弗·祖波夫提出問題，並得知她生活在一個平行時間線（叉時線）中，該時間線是在他們的時間線中的某人第一次聯繫她的時間線時創造的。祖波夫要求芙琳幫助他們找到艾莉塔·韋斯特，他們付錢讓她存取芙琳的叉時線；芙琳拒絕合作，直到她媽媽的病情開始好轉。時間回到2032年，地方當局開始調查，犯罪商人克貝爾受僱抓捕芙琳和她的兄弟。 |                |               |                                                                    |                |
| 3 | 觸覺飄移       | 艾樂力克·萊利 | 史考特·史密斯                                                      | 2022年10月28日 |
| 芙琳今後會花更多的時間控制自己的載體，並與威弗更加接近；他們甚至在警察面前接吻以避免被拘留。芙琳開始經歷類似於“觸覺飄移”的情況，在他的小隊在神經上與戰鬥聯繫在一起後，她的哥哥接受了抵抗的訓練。他們尋找艾莉塔，解開她向母親提出的有關她當前行踪的謎語。當他們出現在她的藏身處時，只剩下幾個廢棄的載體了。丹尼爾帶著一個小傢伙出現，但他們輸給了威弗和芙琳。 |                |               |                                                                    |                |
| 4 | 頭獎           | 艾樂力克·萊利 | 劇本創作 ：布朗溫·加里蒂（Bronwyn Garrity） 故事構思 ：史考特·史密斯              | 2022年11月4日  |
| 芙琳癲癇發作，不再使用新耳機。康納接替了她的位置，但已斷開連接。當芙琳回來時，波爾特駭客必須在她進入“探索者模式”並開始徘徊時保持連接。艾希和威弗帶領她來到一個墓地，在這一集的結尾，有關“頭獎”（Jackpot ）的細節被揭露，這是一個發生在芙琳時代不久的將來的世界末日事件，首先是北美停電，然後是瘟疫，然後是一場災難。由於環境破壞以及後來北卡羅來納州的核爆炸，人口銳減。 |                |               |                                                                    |                |
| 5 | 那鮑勃呢？     | 文森佐·納塔利 | 傑米·陳（Jamie Chan）                                                        | 2022年11月11日 |
| 艾莉塔失踪前一年，她遇到了一位前情人葛蕾斯·霍加特博士，她向艾莉塔展示了她公司的一些實驗叉時線。時間回到2032年，鮑勃以冷血殺手的身份出現，是一位居住在佛羅里達州的退休愛爾蘭刺客。他被丹尼爾的未來機器人僱傭來幹掉芙琳和她的兄弟。他的首要任務是懲罰出賣他的老朋友。他將自己安置在芙琳從醫療預約回來後必須行駛的橋上。在與碧莉安、芙琳和波頓的對決中，鮑勃在槍械上處於劣勢，並向當地警察湯米自首。然而，他並沒有被關押太久。一輛隱形車撞上了警長的車，並與鮑勃一起潛逃。芙琳前往未來向威弗訴苦；她訪問了研究中心總部並殺死了雪莉絲·紐倫的載體。 |                |               |                                                                    |                |
| 6 | 去你的，吃屎吧 | 文森佐·納塔利 | 格雷格·普拉傑曼（Greg Plageman）＆史考特·史密斯                                 | 2022年11月18日 |
| 在戰爭期間的德克薩斯2028年的倒敘中，揭示了康納如何成為傷亡者，這與霍加特博士揭示的實驗有關。傑克曼警長腐敗，歸皮克特所有。芙琳和威爾夫發現艾莉塔與新原始派（Neoprims）有聯繫，新原始派想要徹底摧毀頭獎後建立的現有世界秩序。艾希為康納和波頓創造載體。鮑勃在皮克特的家中醒來，並受到他的控制。倫敦警察廳督察洛比爾出現在倫敦的祖波夫住所，要求會見波爾特一家：芙琳、波頓和康納。 |                |               |                                                                    |                |
| 7 | 小玩意         | 艾樂力克·萊利 | 傑米·陳＆史考特·史密斯                                             | 2022年11月25日 |
| 艾拉·費雪突然再次失明，被送往醫院。洛比爾督察將芙琳、波頓和康納帶到了被稱為動物園的警察培訓中心。波頓伯和康納面臨著一系列針對不斷增加的仿生人（Koids）的挑戰，然後在挑戰結束時被碧翠絲（載體）終止。湯米從證據中取回了鮑勃的手槍和未來武器。鮑勃殺死瑪麗·皮克特並逃離皮克特家後，前往醫院並劫持了艾拉作為人質。洛比爾告訴芙琳，研究中心對芙琳時間線的影響比想像的要早得多，包括實施未來的觸覺技術，並且還故意加速了頭獎在芙琳時間線中的出現。雪莉絲與洛比爾會面，請求幫助找回被偷竊的財產。艾希向祖波夫承認，艾莉塔的計劃是將竊取的檔案下載到波頓的觸覺植體（以及他的叉時線）中，但由於芙琳正在駕駛她的載體，耳機將檔案轉化為細菌DNA，細菌DNA開始在她的大腦中繁植；檔案被偷並提供給新原始派來摧毀他們的世界。波頓到達醫院並殺死了鮑勃。湯米會見了傑克曼警長和皮克特先生，皮克特先生想將費雪一家誣陷為毒販。為了保護費雪一家，湯米用鮑勃的手槍殺死了傑克曼，並用這把未來武器重傷了皮克特，使他陷入昏迷。 |                |               |                                                                    |                |
| 8 | 打造一千座森林 | 艾樂力克·萊利 | 劇本創作 ：史考特·史密斯 故事構思 ：史考特·史密斯＆格雷格·普拉傑曼 | 2022年12月2日  |
| 艾希與雪莉絲會面，告訴她艾莉塔竊取的檔案在芙琳的大腦中，並要求雪莉絲殺死祖波夫作為回報。威弗找到了艾莉塔，艾莉塔告訴他，植體壓制了他們的記憶，包括竊盜統治者對他們各自的家人和數百萬人的屠殺。湯米成功地將殺死傑克曼和傷害皮克特先生的責任歸咎於鮑勃。芙琳創造了一個新的叉時線，並讓康納在她的時間線中殺死了她，讓她看起來像是洛比爾殺死了她，從而破壞了她大腦中的檔案。隨後，芙琳在倫敦的載體中醒來，並與洛比爾一起計劃下一步。在片尾彩蛋中，祖波夫遇到了一些不知名的俄羅斯男子，他們命令祖波夫切斷與研究中心的所有聯繫，否則就走。 |                |               |                                                                    |                |

## 製作

### 開發

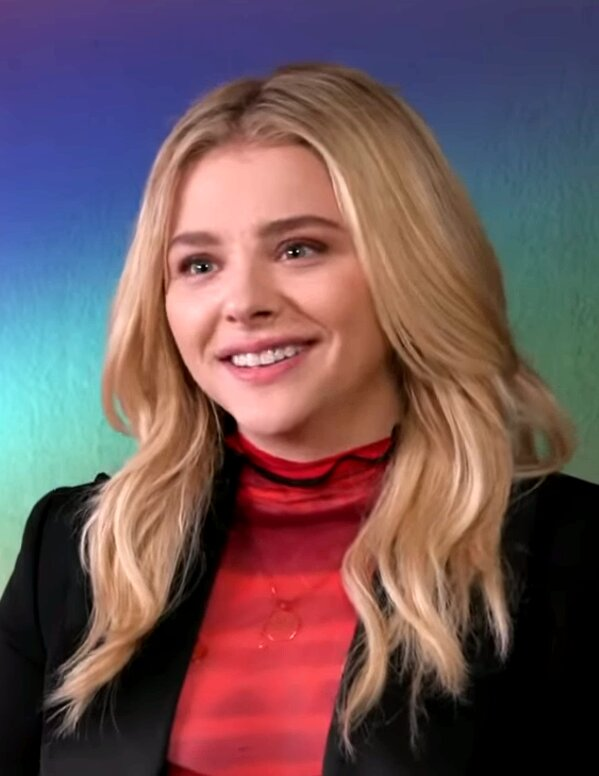
克蘿伊·摩蕾茲領銜出演女主角芙林·費雪

2018年4月，亞馬遜影片宣佈開發改編自威廉·吉布森創作的小說《邊緣世界》的網路影集，聘請《西方極樂園》的主創強納森·諾蘭和麗莎·喬伊主導開發工作。2019年4月，強納森·諾蘭和麗莎·喬伊確定已和亞馬遜工作室簽訂合作協議。2019年11月，亞馬遜正式預訂《邊緣世界》，強納森·諾蘭、麗莎·喬伊、雅典娜·韋翰（Athena Wickham）、史蒂芬·霍本和溫琴佐·納塔利擔當執行製片人。製作公司還包括Kilter影業和華納兄弟電視公司。史考特·史密斯擔當節目統籌兼編劇，同時擔當執行製片人。溫琴佐·納塔利執導試播集。2021年3月30日，克雷格·普拉格曼（Greg Plageman）加入製作組擔當執行製片人，他取代史考特·史密斯成為節目統籌。
節目第一季的預算約為1.75億美元。
2023年2月，亞馬遜影片續訂了本劇第二季。

### 選角
2020年10月，克蘿伊·摩蕾茲確定領銜出演女主角芙林·費雪，蓋瑞·卡爾出演主要角色。2021年3月，傑克·雷諾確定出演主要角色。4月，伊萊·戈雷、夏洛特·萊利、約翰·約瑟夫·菲爾德、阿德林德·霍蘭、媞妮亞·米勒和艾力克斯·赫南德茲確定參演影集。

### 拍攝
主體拍攝於2021年5月3日在英國倫敦開機。拍攝於9月24日移至北卡羅來納州馬歇爾 (北卡羅萊納州)。節目的製作於2021年11月5日結束。

## 資料來源
1. 1 2 3  Masters, Kim. . The Hollywood Reporter. 2023-04-03  [2023-04-05]. （原始内容存档于2023-04-03） （美国英语）.
2. 1 2  Otterson, Joe. . Variety. 2023-02-09  [2023-02-09]. （原始内容存档于2023-08-18）.
3. ↑  Andreeva, Nellie. . Deadline Hollywood. Penske Media Corporation. 2019-11-13  [2020-02-03]. （原始内容存档于2020-01-07） （美国英语）.
4. ↑  Goldberg, Lesley. . The Hollywood Reporter. Valence Media. 2018-04-17  [2020-10-15]. （原始内容存档于2018-04-17） （美国英语）.
5. ↑  Otterson, Joe. . Variety. Penske Media Corporation. 2019-04-05  [2020-02-03]. （原始内容存档于2019-11-15） （美国英语）.
6. ↑  Maas, Jennifer. . TheWrap. 2019-11-13  [2020-02-03]. （原始内容存档于2019-11-24） （美国英语）.
7. 1 2  Andreeva, Nellie. . Deadline Hollywood. Penske Media Corporation. 2021-03-30  [2021-04-01]. （原始内容存档于2021-03-31） （美国英语）.
8. ↑  Otterson, Joe. . Variety. Penske Media Corporation. 2020-10-05  [2020-10-10]. （原始内容存档于2020-10-08） （美国英语）.
9. ↑  Otterson, Joe. . Variety. Penske Media Corporation. 2020-10-07  [2020-10-10]. （原始内容存档于2020-10-08） （美国英语）.
10. ↑  Petski, Denise. . Deadline Hollywood. Penske Media Corporation. 2021-04-08  [2021-04-08]. （原始内容存档于2021-04-08） （美国英语）.
11. ↑  Petski, Denise. . Deadline Hollywood. Penske Media Corporation. 2021-04-07  [2021-04-07]. （原始内容存档于2021-04-07） （美国英语）.
12. ↑  . Production List. Film & Television Industry Alliance. 2021-04-12  [2021-04-13]. （原始内容存档于2021-04-13） （美国英语）.
13. ↑  Casey, Johnny. . Citizen Times. May 26, 2021  [June 15, 2021].
14. ↑  Bradley. . Midgard Times. November 6, 2021  [July 3, 2021]. （原始内容存档于2022-12-04）.[需要較佳来源]

## 外部連結
- 《邊緣世界》 （页面存档备份，存于） 在 Amazon Prime Video上的資料
- 互联网电影数据库（IMDb）上《邊緣世界》的资料（英文）